# Dave Madden
Pour les articles homonymes, voir Madden.
Dave Madden est un acteur canadien né le 17 décembre 1931 à Sarnia (Canada) et décédé le 16 janvier 2014 à Jacksonville (États-Unis) à l'âge de 82 ans.

## Filmographie

### Cinéma
- 1973 : Le Petit Monde de Charlotte (Charlotte's Web), film d'animation de Charles A. Nichols et Iwao Takamoto
- 1976 : À plein gaz (Eat My Dust) de Charles B. Griffith : « Big » Bubba Jones

### Télévision
- 1965 : Les Farfelus (en) ("Camp Runamuck") (série) : Conseiller Pruett
- 1970: The Patridge family
- 1974 : The Girl Who Came Gift-Wrapped : Stanley
- 1976 : Mighty Moose and the Quarterback Kid : Coach Puckett
- 1978 : The Stableboy's Christmas : Centurion romain
- 1980 : More Wild Wild West  : Ambassadeur allemand
- 1989 : Marvin: Baby of the Year : Jeff Miller (voix)